# Michel-Louis Juchereau Duchesnay
Michel-Louis Juchereau Duchesnay, né le 14 décembre 1785 à Beauport et mort le 17 août 1838 à Petite-Rivière-Saint-Charles, est un officier, seigneur, juge de paix et fonctionnaire canadien, héros de la bataille de la Châteauguay.

## Biographie
Fils d'Antoine Juchereau Duchesnay, seigneur de Beauport, et de Catherine Le Comte Dupré, Michel-Louis Juchereau Duchesnay est le troisième et dernier fils issu du deuxième mariage de ce seigneur. Appartenant à l'une des familles les plus riches de Québec, il grandit dans le confort et l'aisance. Après des études au Petit séminaire de Québec, il part, tout comme son frère Jean-Baptiste, servir dans l'armée britannique en Angleterre. Il obtient le titre de lieutenant en janvier 1806 puis revient au Bas-Canada en 1807 pour bénéficier de l'héritage de son père mort en décembre 1806. Anticipant un important héritage, il n'hérite finalement que des seigneuries de Fossambault et de Gaudarville. 
Le 3 novembre 1808, dans sa ville natale, il épouse Charlotte-Hermine-Louise-Catherine d’Irumberry de Salaberry, avec qui il aura six fils et cinq filles puis s'établit à Petite-Rivière-Saint-Charles en 1811.
Michel-Louis Juchereau Duchesnay sert dans l'armée britannique lors de la guerre de 1812. Il s'illustre à la bataille de la Châteauguay en 1813 puis se retire de son régiment au début de 1814 pour se consacrer à sa famille et à ses propriétés. En 1815, profitant de son rang et de son réseau de relations familiales, il reçoit du gouvernement une commission de juge de paix pour le district de Québec. Après avoir occupé plusieurs fonctions publiques, il est nommé en 1827 adjudant général adjoint de la milice du Bas-Canada puis surintendant des Affaires indiennes à Québec en 1828. 
Fin 1836, il hérite de tous les biens meubles et immeubles de sa mère, ce qui lui permet de vivre dans l'aisance jusqu'à sa mort qui ne survient que deux ans plus tard, le 17 août 1838. 